# Batalla de Paraitacene
La batalla de Paraitacene, también transcrito como Paraetacene o Paraitakene (griego: Παραιτακηνή), fue un enfrentamiento militar ocurrido en el año 317 a. C. entre las tropas de Antígono Monóftalmos y Eumenes de Cardia, en el contexto de la Segunda Guerra de los Diádocos. El resultado del encuentro, que tuvo lugar cerca de la moderna Isfahán (Irán), fue indeciso.

## Antecedentes
Tras la muerte de Alejandro Magno, sus generales riñeron inmediatamente por el control de su gran imperio, situación que tornó rápidamente en una guerra abierta, con cada general tratando de hacerse con una parte del vasto reino. Durante los primeros años de la guerra, uno de los generales (diádocos) con más talento, Antígono Monóftalmos, llamado así porque perdió un ojo durante un asedio, se enfrentó en Anatolia y Persia a Eumenes, un capaz general que ya había aplastado a Crátero.
En el verano de 317 a. C., Eumenes trató de sacar provecho de una victoria anterior, movilizó su ejército contra el de Antígono. Las dos huestes se encararon en las tierras de los paraitacenos, al noreste de Susa.

## La batalla
Antígono dispuso su ejército en orden oblicuo, reforzando el ala derecha de la misma forma similar a la utilizada por Alejandro y su padre Filipo II. Su caballería ligera se desplegó a la izquierda, mientras su caballería pesada e infantería ligera aguardaban en las colinas, en el extremo opuesto. La falange y los elefantes se situaron en el centro. Eumenes por su parte colocó su falange y argiráspidas en el centro, con la caballería ligera, elefantes y auxiliares en la colina del flanco izquierdo y la caballería pesada en el derecho, liderada por el propio Eumenes.
La batalla comenzó con la caballería ligera de Antígono, dirigida por Pitón, atacando las líneas de Eumenes, quien la dispersó con una maniobra de flanco de sus propios escuadrones de caballería ligera traídos del flanco izquierdo. En el centro mientras tanto, las falanges se enzarzaron en lucha, logrando ventaja Eumenes debido a la habilidad de sus argiráspidas, que a pesar de su avanzada edad (60-70 años), parecían invencibles. Con su caballería ligera en desbandada y su falange siendo rechazada, la situación parecía grave para Antígono.
Sin embargo, Antígono se dio cuenta de que el fuerte avance de los argiráspidas los había llevado a adelantarse a sus compañeros, dejando al descubierto un hueco en el flanco derecho. En una audaz maniobra, y tras haber desbaratado la caballería de Eumenes, Antígono mandó a su caballería pesada cargar sobre la infantería de elite. El ataque fue un éxito, y consiguió equilibrar la balanza evitando la que parecía inevitable victoria de Eumenes. La intensidad de la batalla disminuyó entonces, con cambos bandos tratando de reagrupar sus unidades hasta el ocaso, cuando las tropas se replegaron a sus campamentos.

## Consecuencias
Antígono Monóftalmos se proclamó el vencedor, si bien sus bajas fueron mayores, con 3700 infantes muertos y cerca de 4000 heridos. Las fuerzas de Eumenes tuvieron solo 540 infantes muertos y cerca de 1000 heridos.
En las jornadas posteriores al choque, los dos contendientes se alejaron el uno del otro para establecer sus cuarteles de invierno, manteniendo una distancia prudencial para no perder sus posiciones. Al año siguiente se libraría la batalla definitiva en Gabiana.